# Saint-Barthélemy-de-Séchilienne
Saint-Barthélemy-de-Séchilienne ist eine französische Gemeinde mit 424 Einwohnern (Stand: 1. Januar 2022) im Département Isère in der Region Auvergne-Rhône-Alpes. Sie gehört zum Arrondissement Grenoble, zum Kanton Oisans-Romanche und zum Kommunalverband Grenoble-Alpes-Métropole. 

## Geographie
Die Gemeinde Saint-Barthélemy-de-Séchilienne liegt am nordwestlichen Fuß des Oisans-Massivs, etwa 18 Kilometer südsüdöstlich von Grenoble am Fluss Romanche, der die Gemeinde im Norden begrenzt. Die Gemeinde gilt als Basis zum Aufstieg zum vergletscherten Le Taillefer (2857 m). Umgeben wird Saint-Barthélemy-de-Séchilienne von den Nachbargemeinden Séchilienne im Norden, Livet-et-Gavet im Nordosten, La Morte im Osten und Südosten, Cholonge im Süden und Südwesten, Laffrey im Südwesten und Westen, Saint-Pierre-de-Mésage im Westen sowie Vizille im Nordwesten. 500 Höhenmeter über Saint-Barthélemy-de-Séchilienne liegt der Ortsteil Le Sapey, der nur über eine elf Kilometer lange Straße via Laffrey zu erreichen ist. Im äußersten Südzipfel der Gemeinde erreicht Saint-Barthélemy-de-Séchilienne auf dem Gipfel der La Grande Cuche mit 1936 m über dem Meer den höchsten Punkt.

## Bevölkerungsentwicklung
| Jahr                       | 1962 | 1968 | 1975 | 1982 | 1990 | 1999 | 2006 | 2013 | 2021 |
| -------------------------- | ---- | ---- | ---- | ---- | ---- | ---- | ---- | ---- | ---- |
| Einwohner                  | 355  | 361  | 358  | 525  | 635  | 530  | 449  | 484  | 426  |
| Quellen: Cassini und INSEE |      |      |      |      |      |      |      |      |      |

## Sehenswürdigkeiten
- Kirche Saint-Barthélemy
- Kapelle Saint-François-Régis
- Kapelle Saint-Philippe et Saint-Jacques im Ortsteil Le Sapey
- Brückenruine über die Romanche aus dem 14. Jahrhundert